# Columbares
Columbares es una sierra situada en la pedanía de Gea y Truyols, municipio de Murcia, España.
Forma parte de las sierras de la llamada Cordillera Sur que separan la Vega del Segura o depresión prelitoral murciana de la llanura litoral del Campo de Cartagena.
Su pico más alto cuenta con 646 metros sobre el nivel del mar.
Se encuentra protegida como ZEPA junto a las sierras de la Cresta del Gallo, Villares, Altaona y Escalona.

## Galería

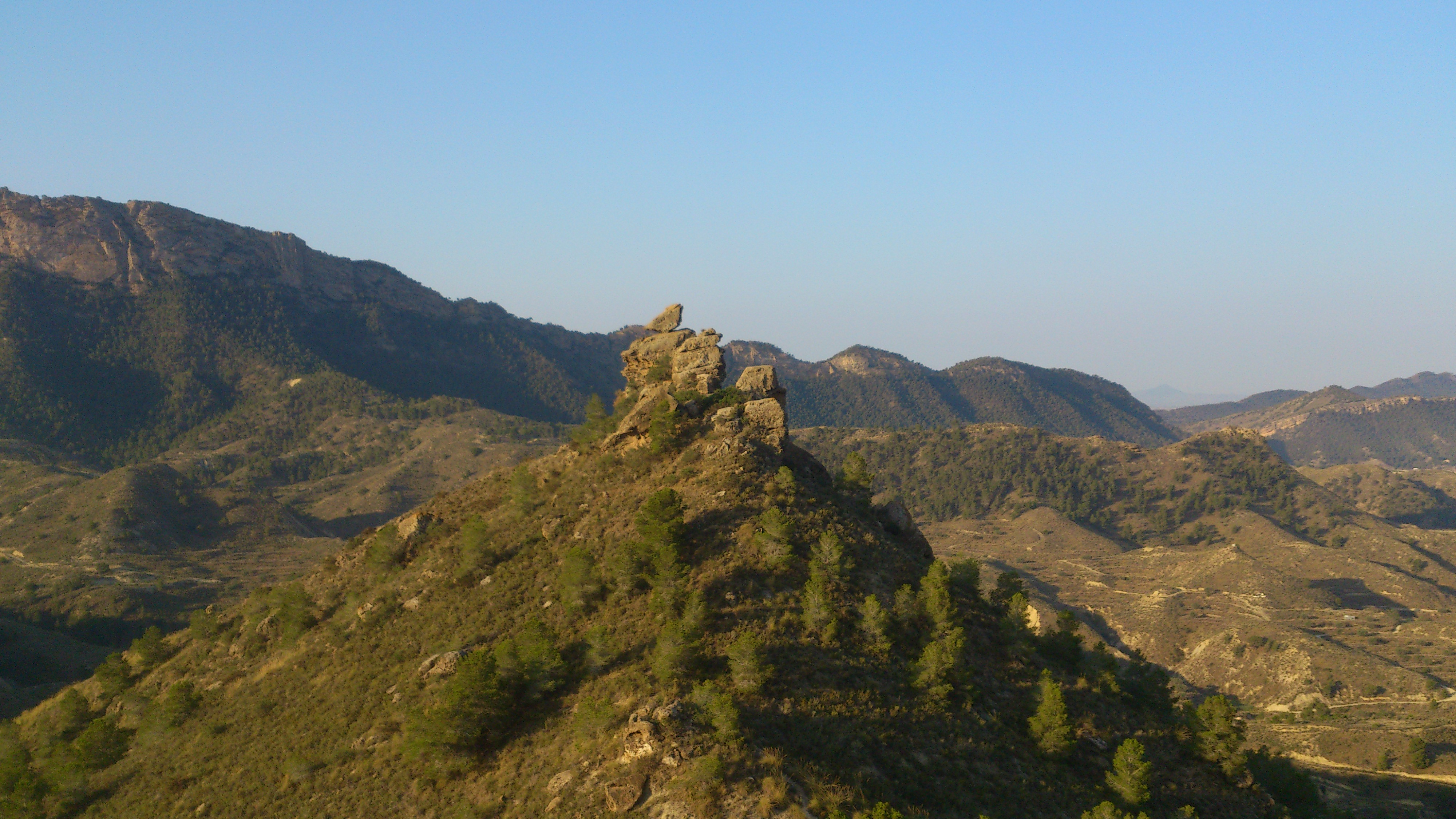
Columbares desde la sierra Los Mamellones
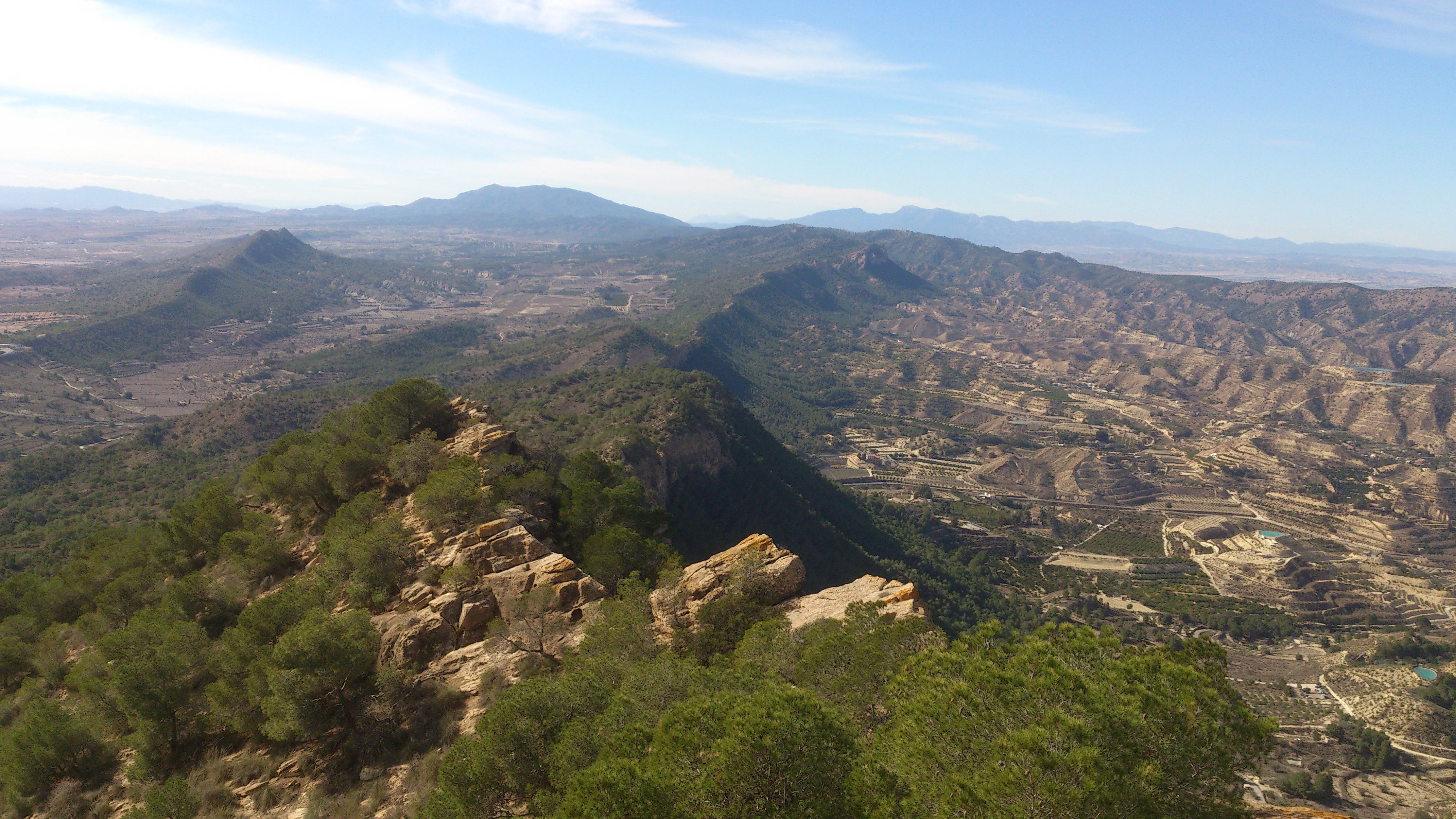
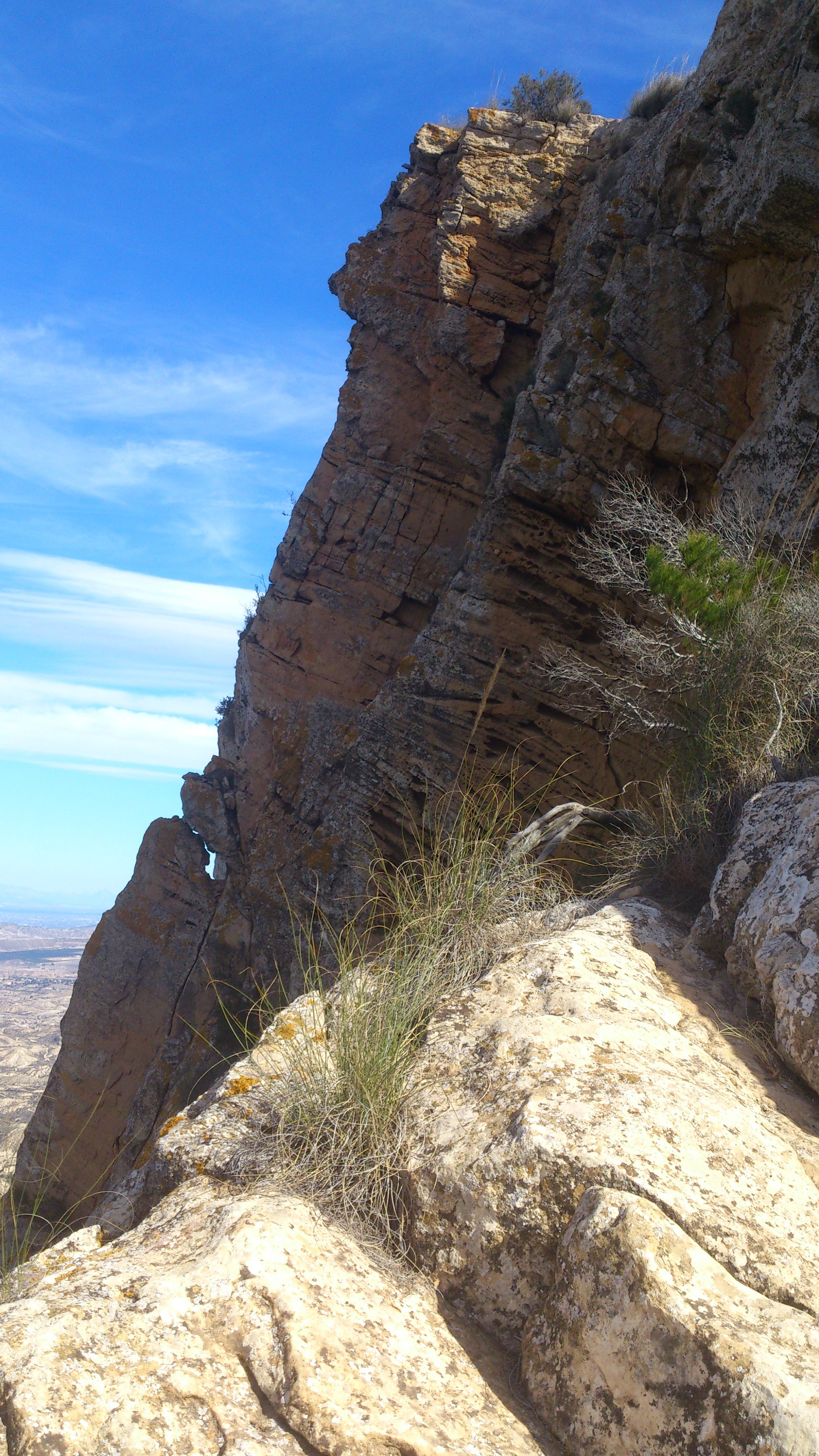
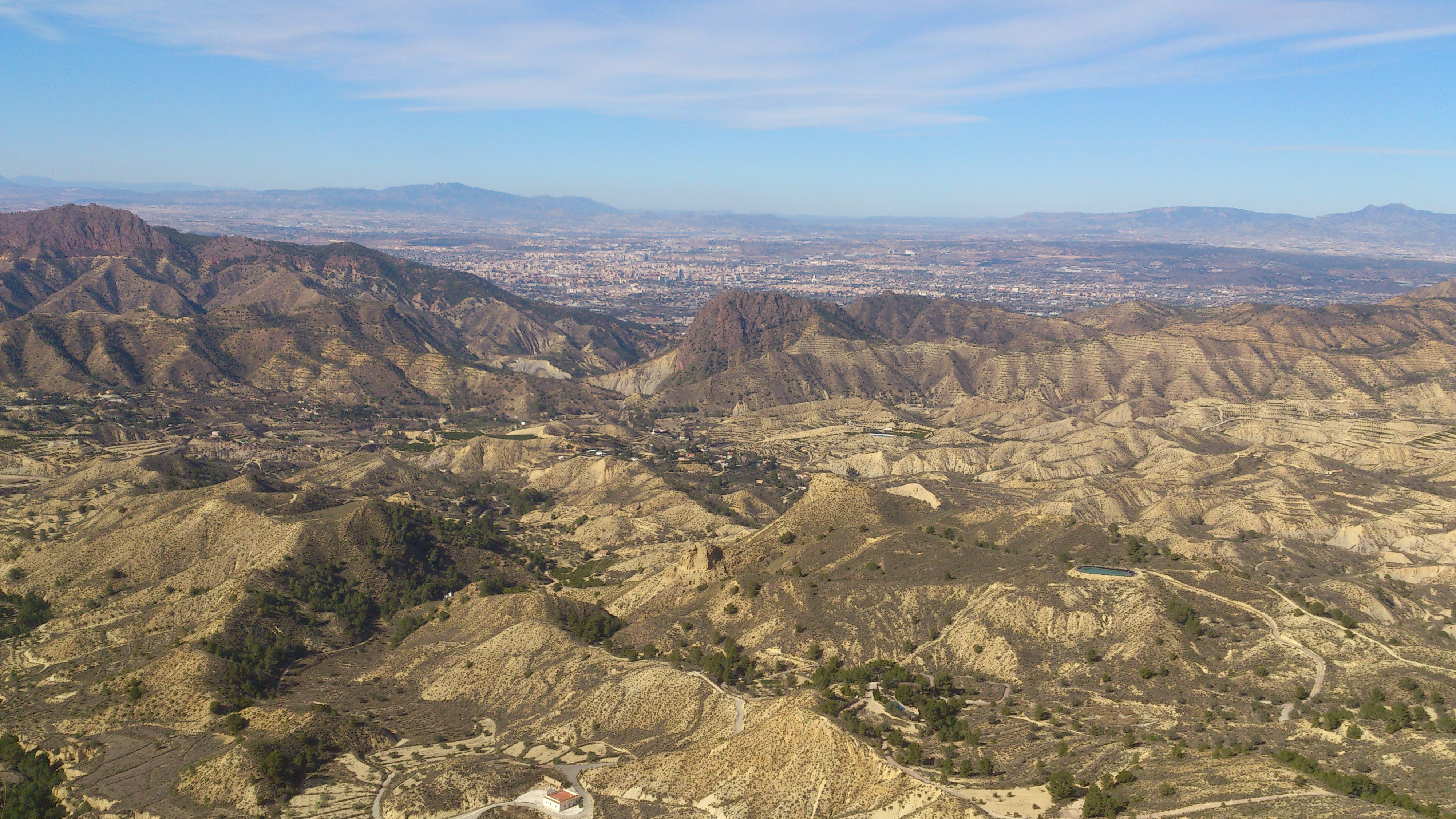
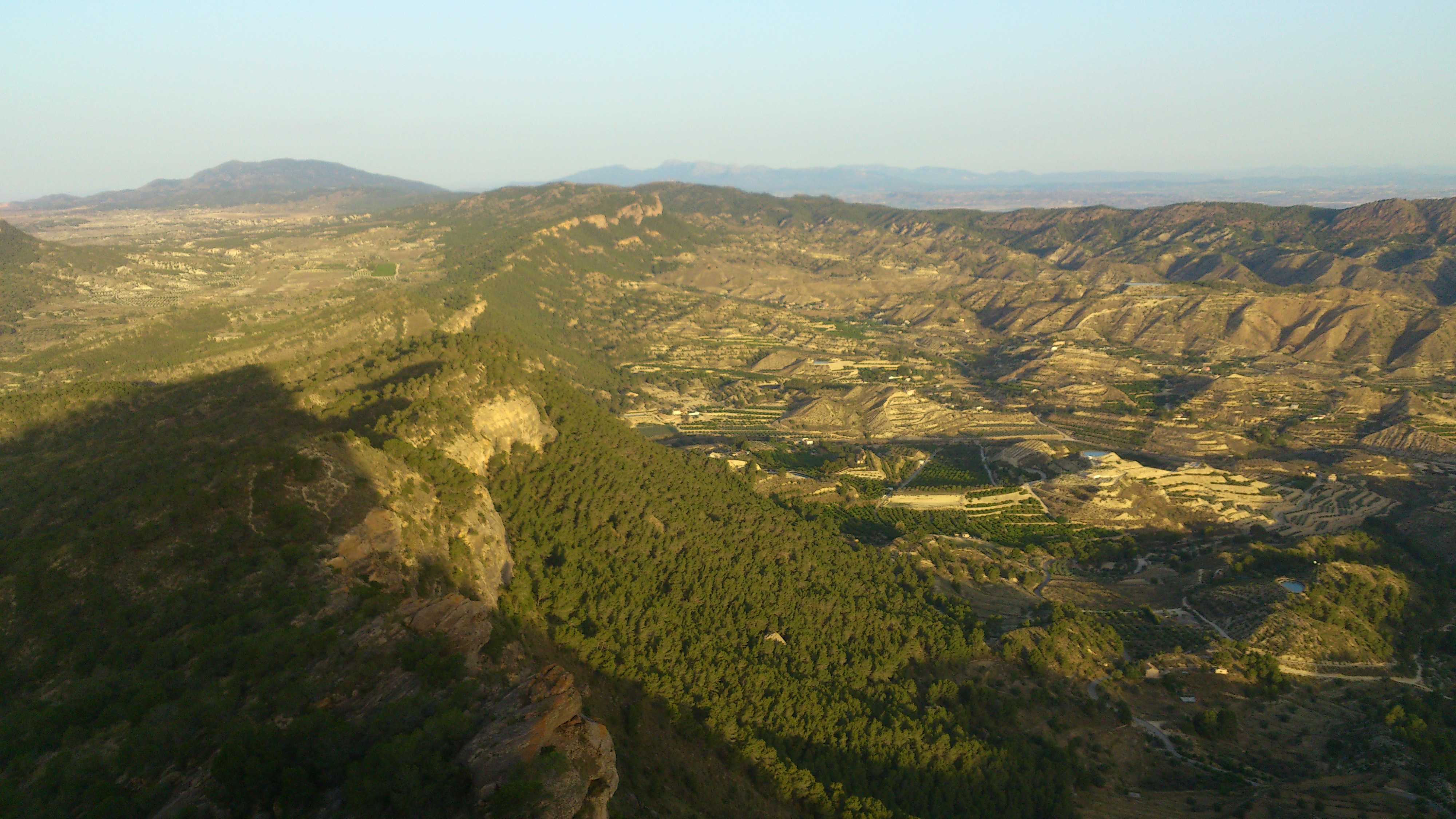
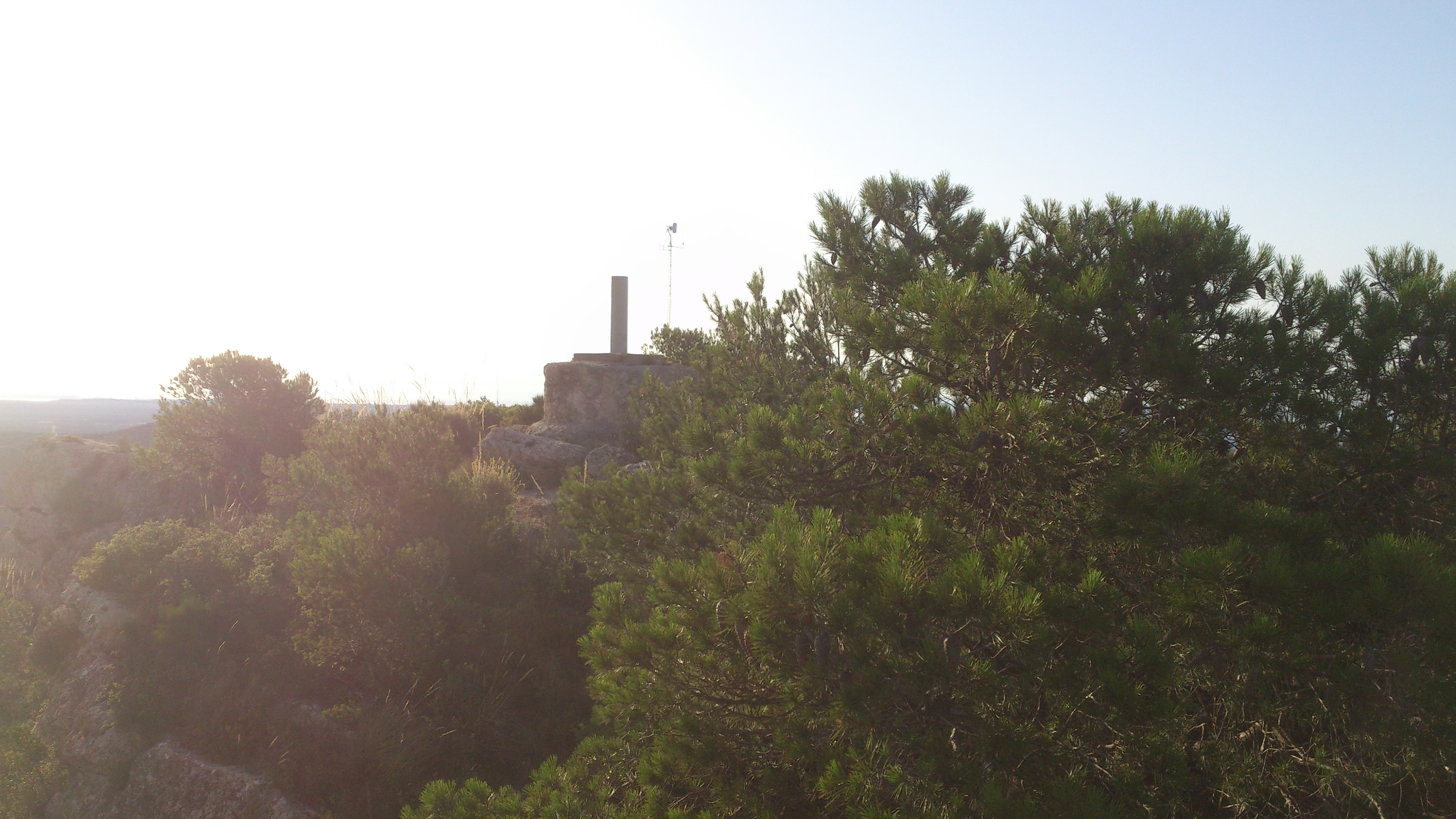
Vértice geodésico
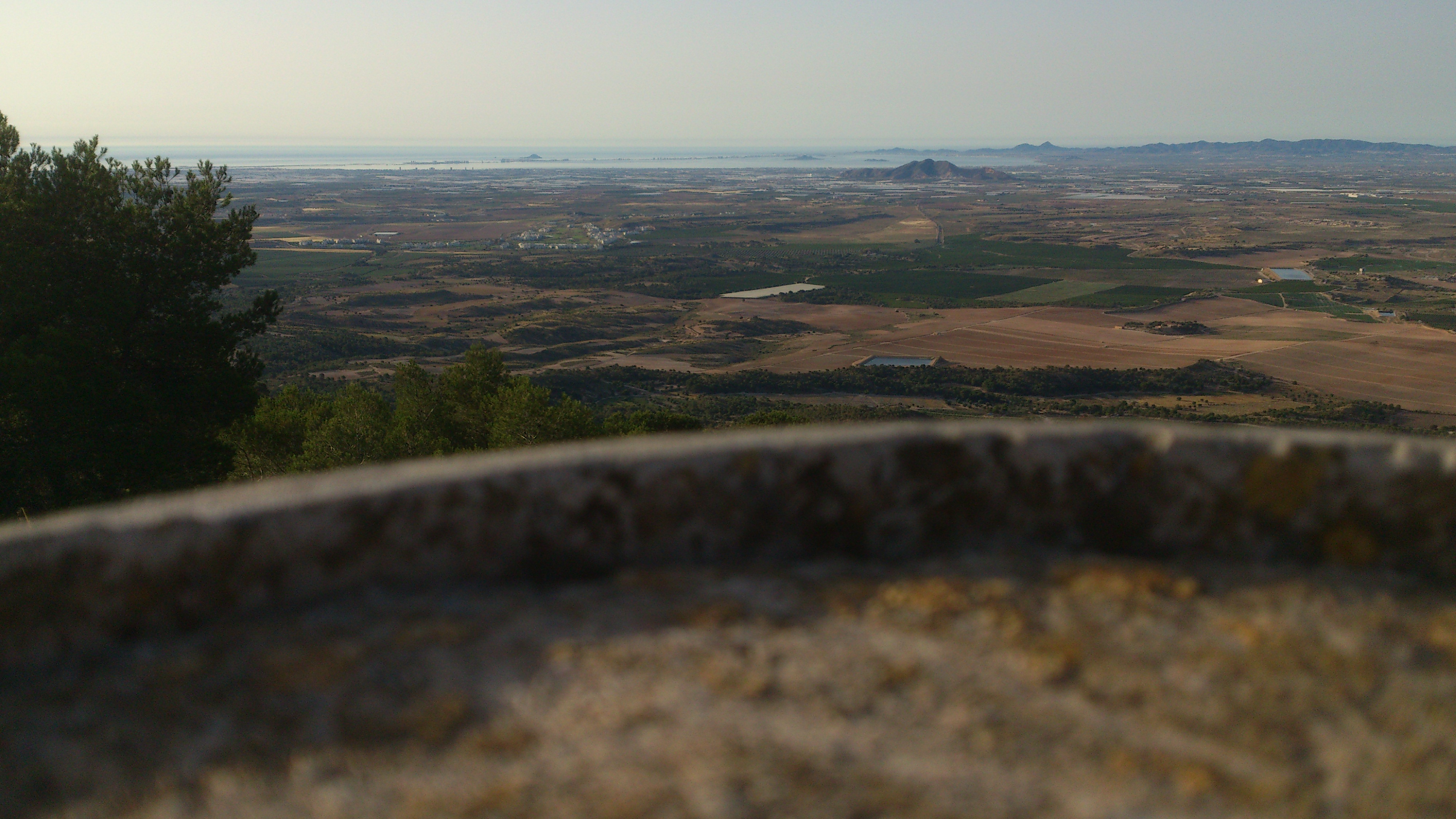
El Mar Menor desde el vértice geodésico
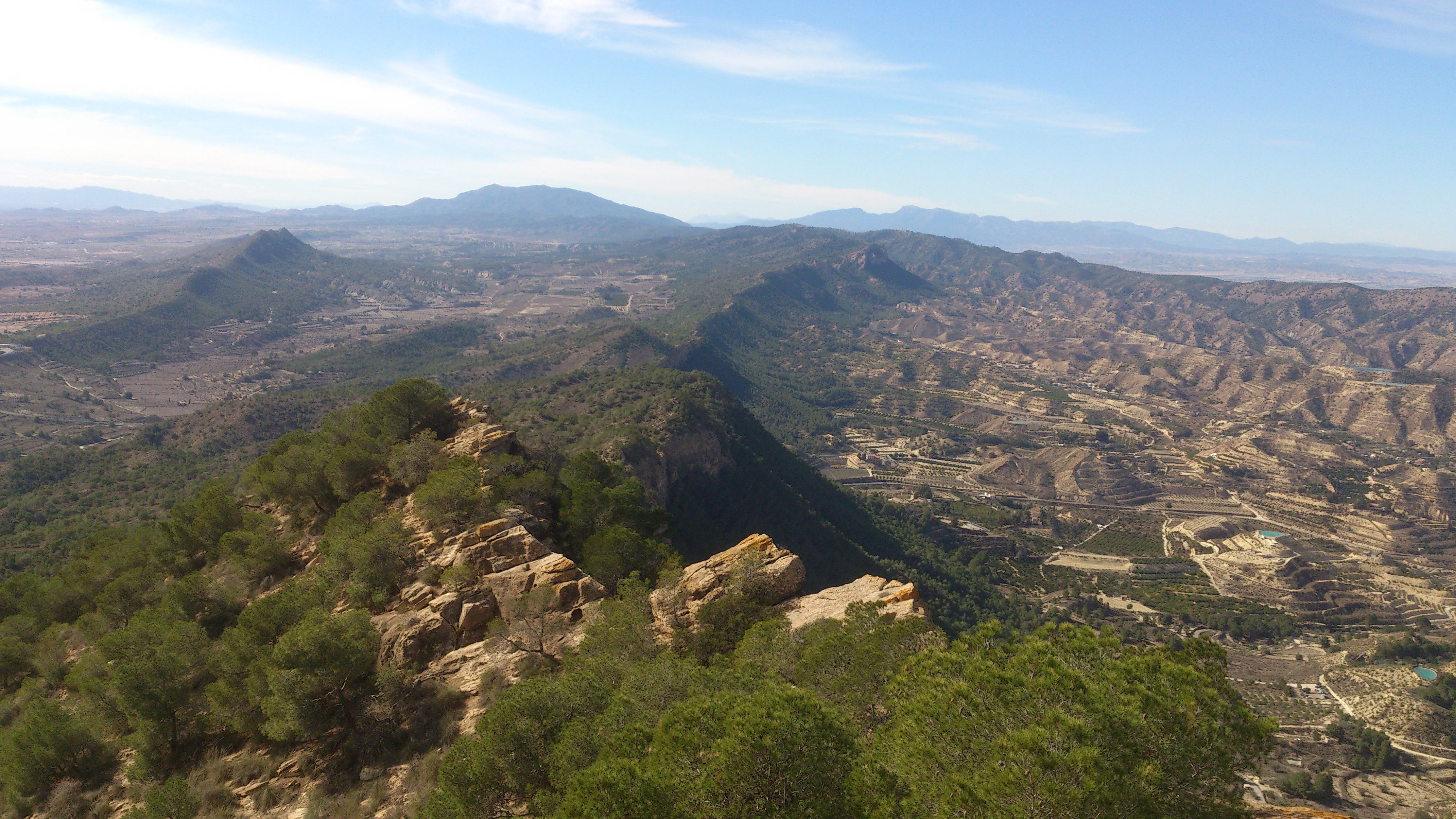
Columbares y Sierra de Los Villares